# Christian Bartholmèss
Christian Bartholmèss, né le 26 février 1815 à Schweighouse-sur-Moder et mort le 31 août 1856 à Nuremberg, est un théologien protestant et un philosophe français.

## Biographie
Ses parents sont originaires du pays de Bade mais il naît en Alsace. Il commence ses études secondaires à Pforzheim, et les achève au gymnase protestant de Strasbourg. Il fait ensuite des études de théologie et de philosophie. Il est licencié en lettres en 1837 et présente une thèse de baccalauréat en théologie intitulée « Examen des preuves de l'immortalité de l'âme » en 1838. Il est ensuite précepteur à Paris, tout en poursuivant ses études universitaires. Il soutient une thèse en théologie en 1839, puis un doctorat en lettres en 1850. Il est professeur de théologie au séminaire protestant de Strasbourg de 1853 à 1856.
Il est élu correspondant de l’Académie des sciences morales et politiques, section de philosophie en 1854, et est membre de la Société d'histoire du protestantisme français.
Il meurt lors d'un voyage à Nuremberg.

## Publications
- Jordano Bruno, Paris, Ladrange, 1846.
- Huet, évêque d’Avranches : Le Scepticisme théologique, Paris, Ducloux et Co., 1850.
- Histoire critique des doctrines religieuses de la philosophie moderne, Paris, Ch. Meyrueis, 1850-1851.
- Le Grand Beausobre et ses amis : La Société française à Berlin entre 1685 et 1740, Paris, Joël Cherbuliez, 1854.
- Histoire critique des doctrines religieuses de la philosophie moderne, Paris, C. Meyrueis et compagnie, 1855.
- Histoire philosophique de l’Académie de Prusse depuis Leibniz jusqu’à Schelling, particulièrement sous Frédéric-le-Grand, Paris, Franck, 1855.